# 李映九
李映九（1987年8月23日—），韓國圍棋棋手。2001年入段；2006年晉升為五段；2008年晉升為七段；2010年晉升為八段；2011年晉升為九段。

## 中國圍棋甲級聯賽成績
- 2008年：代表四川驕子隊；成績6勝2負
- 2009年：代表四川驕子隊；成績4勝7負
- 2010年：代表四川驕子隊；成績14勝3負

## 外部連結
- 韓国棋院「이영구(李映九)」